# Beberbach (Schunter)
Der Beberbach ist ein etwa 7 km langer rechter Zufluss zur Schunter auf dem südlichen Rand der Papenteicher Hochfläche zwischen Bevenrode und Wenden im nördlichen Stadtgebiet von Braunschweig. Sein Einzugsgebiet umfasst etwa 14 km².

## Geographie
Der Beberbach entsteht nordöstlich der Stadt Braunschweig im Staatsforst Lehre zwischen den Orten Bevenrode und Groß Brunsrode im Landkreis Helmstedt. Es existiert keine eigentliche Quelle, der feuchte Waldboden entwässert in mehreren Ursprungsgräben. Die hier angegebenen Quellort-Koordinaten beziehen sich auf den Zusammenfluss mehrerer Bäche aus dem Waldgebiet Wöhren und der Ackerwanne Kordes Kamp am Waldrand, der auch Kreisgrenze ist. Das Waldgebiet ist Bestandteil des Naturschutzgebiets Laubwälder zwischen Braunschweig und Wolfsburg.
Der Bach strebt in vielen Windungen in Hauptrichtung Westen, lässt im Süden das Naturschutzgebiet Mehlkamp und Heinenkamp liegen, nimmt den von rechts kommenden Hünenburggraben und von links den Kleigraben auf und erreicht Bevenrode. Er unterquert dort die Kreisstraße 4 und fließt in Hauptrichtung Westen durch den Ortskern und dann zwischen Waggum und der aus den Ausbaggerungen für den Mittellandkanal künstlich entstandenen Erhöhung „Kippe“ hindurch und zwischen Bienrode und Bechtsbüttel in Richtung Wenden. Von rechts nimmt er den Bechtsbütteler Graben auf und mündet im nördlichen Ortsbereich Wendens in die Schunter.
Sowohl in seinem Oberlauf im heutigen Landkreis Helmstedt als auch im Unterlauf markierte der Beberbach seit 1705/06 die Grenze zwischen den welfischen Linien Braunschweig-Wolfenbüttel und Braunschweig-Lüneburg. 
Hinsichtlich des Fließgewässertyps wird er im Oberlauf zum Typ 18 (löss-lehmgeprägter Tieflandbach) und im Unterlauf zum Typ 14 (sandgeprägter Tieflandbach) gezählt. Sein mittleres Gefälle beträgt 3,6 ‰. Von der Einmündung in die Schunter bis Bevenrode gilt er als Gewässer II. Ordnung (zuständig: Unterhaltungsverband Schunter), von Bevenrode aufwärts als Gewässer III. Ordnung (unterhaltungspflichtig: Tiefbauamt der Stadt Braunschweig). 
Zwischen Bienrode und Wenden trägt eine Straße (Kreisstraße 81, die alte Bundesstraße 4) den Namen „Am Beberbach“. In Bevenrode heißt die Straße des Baugebietes Am Pfarrgarten „Beberbachaue“. Der Name Beberbach/Beverbach tritt in Norddeutschland vielfach auf und lässt sich von dem Wort für Biber ableiten.

## Gewässerqualität
Belastungen durch die Kläranlagen von Bevenrode und Waggum sowie direkte Schadstoffeinleitungen drückten die Gewässergüte früher in einen kritischen Bereich. Diese Werte sind nach Schließung der Anlagen heute besser geworden. Markant ist die stark schwankende Wasserführung zwischen Rinnsal in Trockenperioden und reißendem Bach nach Schneeschmelzen oder starken Regenfällen. Frühere Wasserführungen vor der großen Waldabholzung im Mittelalter, den Acker- und Wiesendrainagen der Neuzeit und den Aufschüttungen des früheren Moorgebietes bei Waggum mit den Ausbaggerungen des Mittellandkanals in den 1930er-Jahren (die „Kippe“) können nur vermutet werden. Im Jahr 2013 kam es nach starken Regengüssen im Bereich der Hondelager Straße in Bevenrode zu kurzfristigen Überschwemmungen und Kellerflutungen.

## Renaturierung
Nachdem er seinen Quellwald verlassen hat, fließt der Beberbach in seinem Oberlauf vor allem durch intensiv genutzte landwirtschaftliche Flächen. Hierfür wurde er in den 1950er- und 1960er-Jahren  ausgebaut, begradigt und mit Faschinen befestigt. Nachdem die Faschinen lange nicht repariert wurden, sind diese heute fast völlig verschwunden, und der Bach schafft sich langsam wieder ein gewundenes Bett.
Im Jahr 1999 hat sich eine Aktionsgruppe, bestehend aus dem lokalen Angelverein, dem Umwelt-, Forst- und Bundesvermögensamt, dem Unterhaltungsverband Schunter, dem Straßenbauamt Wolfenbüttel und einheimischen Landwirten, gebildet. Im darauf folgenden Jahr wurden im Mittellauf im Bereich Wenden die ersten Renaturierungsmaßnahmen durchgeführt. Im Zuge dieser Maßnahmen wurde dem Beberbach ein breiter Auebereich geschaffen, der bereits bei leicht erhöhtem Wasserstand überflutet wird. Weitere Abschnitte des alten Bachlaufes wurden mit Steinbarrieren an der Gewässersohle strukturreicher gestaltet. Ein weiterer Effekt der Steinbarrieren ist das Entstehen von Kolken, die das Wasser beim Trockenfallen des Baches halten. Heute ist der Bach auch im Oberlauf zu großen Teilen renaturiert. Sowohl im Bereich zwischen Bevenrode und Wendhausen (sogenannte Waldrinne) als auch im Bereich des Bevenroder Baugebietes „Am Pfarrgarten“ entstanden 2015 völlig neue, ökologisch differenziert modulierte Bachbetten, teilweise unter bewusster Beibehaltung der Altarme.

## Flora und Fauna

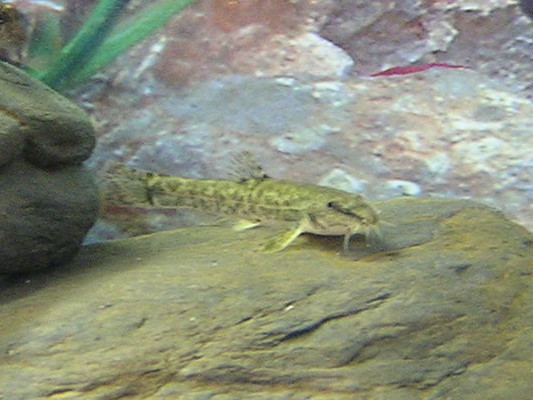
Bachschmerle

Der Beberbach ist zwar an weiten Strecken von Bäumen gesäumt, trotzdem gibt es noch längere Strecken ohne schattenspendende Ufergewächse. Der Gewässergrund besteht aus Sand, Schluff und Kies. Der Gewässergütebericht 2002 des Landes Niedersachsen stuft den Beberbach als kritisch belastet (Güteklasse II-III) ein. Hauptgrund für diese Einstufung ist das regelmäßige Trockenfallen des Baches. Dementsprechend setzt sich auch die Lebensgemeinschaft in dem Bach vorwiegend aus Organismen zusammen, die an nur periodisch wasserführende Gewässer angepasst sind. Nur etwa 30 % der gefundenen Organismen konnten als typische Fließwasserorganismen identifiziert werden. Es finden sich 9 Tierarten die auf der Roten Liste des Landes Niedersachsen geführt werden:
- eine Unterart der Eintagsfliegen – Siphlonurus armatus
- drei Unterarten der Köcherfliege
- fünf Unterarten des Langtasterwasserkäfers

Daneben finden sich eine Reihe von Fischen im Beberbach, vor allem in den renaturierten Bereichen, wie zum Beispiel die Bachschmerle, Stichlinge, Gründlinge, Flussbarsche, Schlammpeitzger, Rotaugen, Döbel und Hechte. Die mit Abstand am häufigsten vorkommenden Fischarten sind dabei die Bachschmerle und Stichlinge.